# Prieuré Sainte-Catherine de Varennes-l'Enfant
Le Prieuré Sainte-Catherine de Varennes-l'Enfant a été fondé en 1209. À l'extinction du prieuré-cure, la chapelle devient chapelle seigneuriale. L'édifice, avec son pignon occidental bas, d'une largeur disproportionnée, semblerait d'une époque antérieure à 1207 si l'on n'avait des exemples de la persistance du style roman dans notre région, même au-delà de cette date.

## Désignation
- Capella in masura de Varennes, ... ultra aquam de Trullon, 1207[2] ;
- Hebergamentum de Varrenis, 1226[3] ;
- Apud Varrenas, 1238[4] ;
- Prior curatus de Varenis, 1401[5] ;
- Le prieuré cure de Sainte Catherine de Varennes l'Enfant, 1574[6] ;
- Le prieuré de Sainte Catherine de Varennes l'Enfant, 1622[7].

## Histoire

### Origine
Dès avant la fondation du prieuré de Varennes, les religieux du Prieuré de Château-l'Hermitage possédaient à Epineux des biens que le prieur Aucher donnait à rente vers 1190 pour 27 sols à Robert d'Epineu, chevalier.

### Fondation

Armes de L'Enfant : D'argent à la bande d'azur, accostée de deux cotices de gueules.

Foulques L'Enfant fonde le prieuré en 1209, sous le vocable de Sainte Catherine, en le rattachant à Château-l'Hermitage. Pour indemniser la curé d'Epineu, il lui abandonne la dîme de sa terre jusqu'au Treulon, celles de l'autre rive devant appartenir au nouveau prieuré-cure, avec des clauses spéciales pour les vignes qui pourraient être mises en labour ou vice versa. Les paroissiens d'Epineu ne pouvaient en droit se fixer sur le territoire de la nouvelle paroisse.

### Chapelle seigneuriale
Quand le prieur ne réside plus, un prêtre desservit la chapelle et administra les sacrements. Jean Dugué, prieur en 1468, ajoute trois messes aux deux ordinaires de la fondation primitive. En 1403, Séguin L'Enfant avait promis deux cierges d'une livre au grand autel, deux cierges d'une demi-livre aux deux petits autels et une torche pour l'élévation de la messe, à condition qu'on lui abandonnerait le luminaire des obits et des services de la famille seigneuriale.

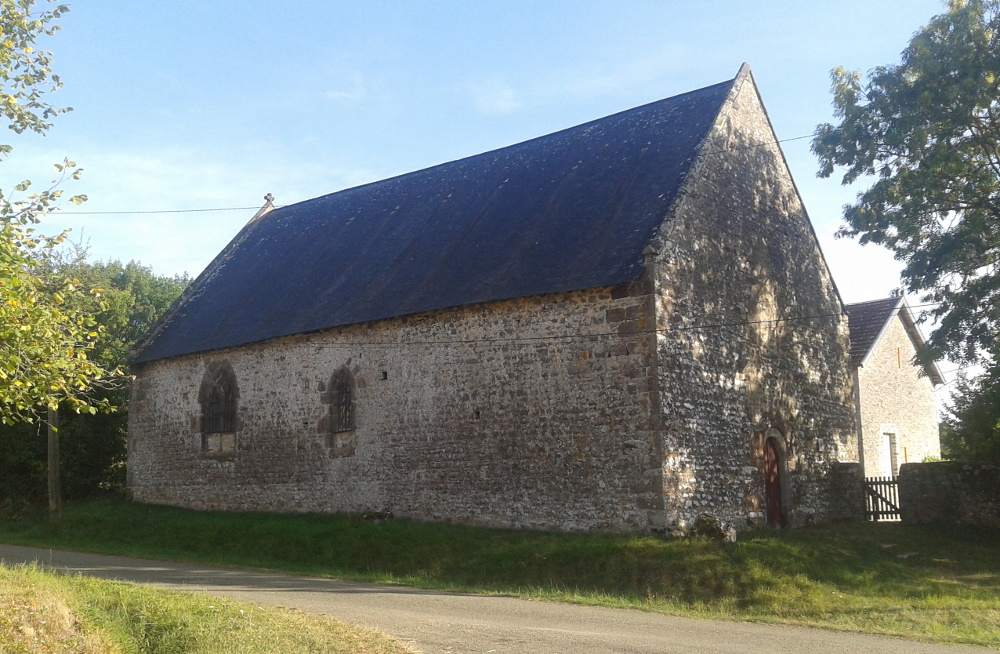
chapelle Saint Louis de Varennes

Le prieur avait un fief avec buisson défensable ès plesses et broussils du dit lieu et la métairie d'Epinoyaux, elle-même jouissant de justice foncière.
Le 18 janvier 1791, les habitants demandent que la chapelle, qui servait de succursale aux populations du voisinage, conserve son temporel. 

### Époque contemporaine
La chapelle existe encore avec les monuments des anciens seigneurs, ses trois autels, dont deux sont appuyés à la balustrade qui sépare le chœur de la nef. Une statue de la Vierge en terre vernie est intéressante, quoique détériorée.

## Presbytère, cimetière
Le presbytère, qui était proche, fut vendu nationalement le 31 mars 1792 pour 3 300 livres. Le cimetière, utilisé encore en 1650, entourait l'église, que l'on dit située en 1468 sur le chemin Boulonnois.
La chapelle de Saint Louis dont une longue inscription placée dans le chœur, au côté de l'épître, rappelle la fondation, était un bénéfice distinct.